# Les Soirées d'un couple voyeur
Pour plus de détails, voir Fiche technique et Distribution.
Les Soirées d'un couple voyeur est le titre d'un film pornographique français de Patrick Aubin (pseudonyme de Jean-Claude Roy) sorti sur les écrans sous le titre Les Enfilées en 1980.

## Synopsis
Un jeune couple décide de pimenter sa vie sexuelle en répondant aux petites annonces parues dans des revues érotiques. Il s'ensuit un défilé de scènes pornographiques où tout le monde s'observe en train de faire l'amour.

## Fiche technique
- Titre : Les Soirées d'un couple voyeur
- Réalisateur : Jean-Claude Roy comme Patrick Aubin
- Production : Jean-Claude Roy • Tanagra Productions
- Distribution : Alpha France
- Image : Robert Millié (comme Pierre Robès)
- Musique : Gary Sandeur (pseudo de Philippe Bréjean)
- Durée : 80 min
- Date de sortie : 15 octobre 1980
- Pays :  France
- Genre : pornographique

## Distribution
- Alban Ceray : Victor, le mari
- Marianne Fournier (Morgane) : Ariane, la femme
- Brigitte Lahaie : Jeanne, la femme de l'annonce
- Brigitte Verbecq (Melody Bird) : Brigitte, la femme de la salle de bain
- Virginie Caillat (Veronika) : Sonia, la femme muette
- Jacques Gatteau (Yvan Renaud) : Yves, le mari de Sonia
- Dominique Aveline : L'homme aux gants blancs
- Richard Allan : le « client »
- Rocky : Eric, le jeune puceau